# عثمان أبو بكر دوبي
عثمان أبو بكر دوبي (بالصومالية: Cismaan Abokor Dubbe)‏ كاتب وأكاديمي وسياسي صومالي شغل منصب وزير الإعلام والثقافة والسياحة في الحكومة الفيدرالية الصومالية.

## حياته الشخصية
ولد عثمان في مارس 1971 في شانشا عدّي وهي قرية صغيرة بالقرب من برعو، مركز محافظة تجطير في أرض الصومال. تلقى تعليمه الأساسي في مدرسة 1 مارس الابتدائية ومدرسة كاسا بلبلاري الثانوية في العاصمة الصومالية مقديشو. بدأ التدريس في عام 1990 في مدرسة هول وداج الثانوية في العاصمة
التحق بعدها بكلية الطب في الجامعة الوطنية الصومالية. في أكتوبر 1998، التحق دوبي بكلية تاور هامليتس في لندن وحصل منها على دبلوم في العلوم السياسية في يوليو 2000. في يونيو 2003، تخرج دوبي من جامعة وستمنستر البريطانية وحصل منها على البكالوريوس في العلوم السياسية. في سبتمبر 2006 حصل على الماجستير في القانون من جامعة شرق لندن.
يتقن دوبي خمس لغات عالمية من أبرزها الصومالية والإنجليزية.

## حياته المهنية
شغل عثمان دُبّي عدة مناصب في القطاع العام والخاص في مسيرته المهنية، ومن أبرزها، التدريس في مدرسة “هولوداغ”  في أيام الحكومة المركزية، والصحافة والتحرير في صحف أرض الصومال، طوال التسعينيات.
في سبتمبر 1999 كان دوبي ضمن أوائل مؤسسي حزب "إليس" أولى الأحزاب السياسية في أرض الصومال واختير رئيسا للحزب. في عام 2008 عمل على تأسيس حزب ”هانولاتو” الرامي لتوحيد الصومال من جديد وجمع الفرقاء، والسعي لاستعادة الصومال الكبير واختير قائدا للحزب كما كان المنظّر الأول فيه.
عمل في فترة تواجده في المملكة المتحدة في الخدمة العامة، حيث كان مستشارا قانونيا في مجال الهجرة وذلك لمساعدة المجتمعات الأقلية في المملكة، إلى ذلك كان يصدر جريدة باسم صوت المحيط الصومالي باللغتين الانجليزية، والصومالية، ونشَر مقالات منتظمة باسم ” أوشيان أف ليف ” عبر الانترنت، وصحف مستقلة آخرى.في ديسمبر 2011 عينته المنظمة الدولية للهجرة ليكون خبيرا في وزرات الدولة الصومالية في مهمة صياغة القوانين وتدريب العاملين، وفعلا بدأ حياته المهنية في وزارة العدل بأرض الصومال، حيث عمل فيها حتى عام 2013، وفي المرحلة الثانية، بدأ العمل في مقديشو، وتحديدا في وزارة العدل والدستور، حيث عمل فيهما عامي 2014 و2015. وخلال فترة عمله، كتب عددا من القوانين التي أقرتها كل من أرض الصومال، والبرلمانات الفيدرالية، من ضمنها قانون مجلس الخدمة القضائية، وقانون مكافحة الفساد، وقانون القضاء، وقانون كاتب العدل، وغيرها.
في الفترة ما بين 2012 و2018 عمل دوبّي محاضرا جامعيا، حيث أصبح عميدًا لكلية العلوم الاجتماعية والسياسية بجامعة جوليس، كما حاضر كأستاذ زائر في كل من جامعة هرجيسا، وجامعة أبارسو للتكنولوجيا، وجامعة جوليس بمدينة برعو. كما ألقى محاضرات رئيسية في جامعة سيمد، وجامعة سيتي في مقديشو.
في بداية عام 2020 أسس دوبّي حزبًا سياسيًا باسم "حزب السلام والوحدة والازدهار" (حزب هيلو)، وسعى للحصول على موافقة برلمانية لخوض الانتخابات النيابية، بيد أنه تأثر بنتائج مؤتمرات سمريب ومقديشو القاضية بعدم ترشح الأحزاب للانتخابات النيابية والرئاسية المقبلة.
في 19 أكتوبر / تشرين الأول 2020 عيّنه رئيس الوزراء الصومالي محمد حسين روبلي وزيرًا للإعلام والثقافة والسياحة في حكومته الجديدة.
في 29 سبتمبر 2022 فاز عثمان بمقعد في مجلس الشيوخ الفيدرالي الصومالي.

## مؤلفاته
ألف عثمان دوبّي كتابين هما:
- فلغمير: الذي يسلط الضوء على الأخطاء السياسية، وانهيار البلاد، وحلول ووحدة الشعب الصومالي وتضامنه، صنفه في عام 2009.

- آداب مانغلول:  تحت الطبع، حيث  يجمع فيه 100 قصيدة وأغنية